# Pauatahanui
Pauatahanui est une localité de l’Île du Nord de la Nouvelle-Zélande.

## Situation
Elle est située au nord de la cité de Wellington à l’extrémité la plus à l’est de la crique de « Pauatahanui Inlet », un bras de la crique naturelle nommée Porirua Harbour (en).

## Gouvernance
En termes de gouvernement local, Pauatahanui est une partie du quartier nord de la ville de Porirua.

## Population
Lors du rencensement de la population de la Nouvelle-Zélande de 2001, la population (comprenant les zones rurales voisines) était de 831 habitants : 429 hommes et 402 femmes, en augmentation de 23,1 % depuis le précédent recensement de 1996. 
Lors du recensement de 2006 en Nouvelle-Zélande, la population était de 1 080 résidents avec 360 foyers  et lors du recensement de 2013, 1 080 personnes vivaient dans la zone de Pauatahanui.

## Histoire

### Colonisation initiale
Après que le chef Te Rangihaeata (en) eut été battu en 1846 lors de la campagne de la vallée de Hutt (en), la zone devint une route sûre, allant de la Vallée de Hutt, via  le secteur de Belmont à la ville de Judgeford et vers le nord, via Paekakariki vers la plaine de Manawatu (en) et la ville de Wanganui .

### Colonisation européenne
La route venant de Wellington atteignit Pauatahanui en septembre 1848, et une route de liaison vers le nord allant aussi loin que la ville de Paekakariki fut achevée en novembre 1849. 
Connue actuellement comme la "Paekakariki Hill Road", elle continua d’être la principale route vers le nord jusqu’à ce que le pont routier fût construit à Paremata en 1939.  
L’accès à partir de la  Vallée de Hutt fut aussi amélioré pour former une véritable route en 1873 et donna le début de ce qui devint la route State Highway 58 (en) à partir de la localité de Haywards, qui fut établie en 1870.
La première chapelle protestante, qui n’avait pas de nom, fut construite vers 1856 et à partir de 1861, un service anglican fut assuré par des clergymans visitant une fois tous les 15 jours la congrégation, qui était réduite. Mais cette église anglicane initiale, construite là, devint rapidement obsolète et fut démolie aux environs de 1910 .
Une autre église du secteur fut l’église catholique « St Joseph » construite en 1878, ainsi que l’église anglicane nommée « St Alban » de 1898.
Le premier hôtel fut construit en 1847 par les anciens chasseurs de baleines Edward Boulton et Thomas Wilson. 
Il fut détruit par le feu en 1859, et fut remplacé par un « Hôtel Boultons » de 40 chambres. 
À partir de 1865, d’autres hôtels, furent construits nommés : l’« Hôtel Horokiwi », l’« Hôtel Pauatahanui », l’« Hôtel Empire » et l’« Hôtel Junction », qui furent largement utilisés pour le service du trafic par la « Cobb and Co stagecoach».
En 1912, la région devint "dry" (c’est-à-dire sans alcool) et tous les bars des hôtels furent fermés .
En 1911, du fait de la redistribution électorale, la zone fut transférée de l’électorat de Otaki (en) vers la nouvelle circonscription électorale de Wellington (banlieue et pays alentours) (en), et en conséquence, n’eut plus William Field (en) comme MP. 
La nouvelle zone électorale fut déclarée "dry" comme la précédente : les électeurs de électorat de la banlieue de Wellington (en) ayant eux aussi votés pour l’abstinence ("dry") lors des élections de 1908 .
Une maison commune fut construite en 1904. 
Elle fut démolie en 1966 et fut remplacée .

### Histoire récente
Au cours de la Deuxième guerre mondiale, les US Marines avaient 4 camps dans le secteur de  Pauatahanui  à : 
- à Judgeford, près de Porirua au pied des collines de "Haywards Hill",
- à ‘Motukaraka’,
- et dans la vallée de ‘Moonshine’.

Le camp de  Judgedford  accueillait 3 755 hommes, le camp de Moonshine’ avait un bâtiment de loisir et un dépôt de véhicules de service alors que le camp de Haywards avait un grand théâtre pour les troupes.
A côté des abris pour les officiers, la plupart des Marines étaient logés sous des tentes.

### Préservation de l’environnement

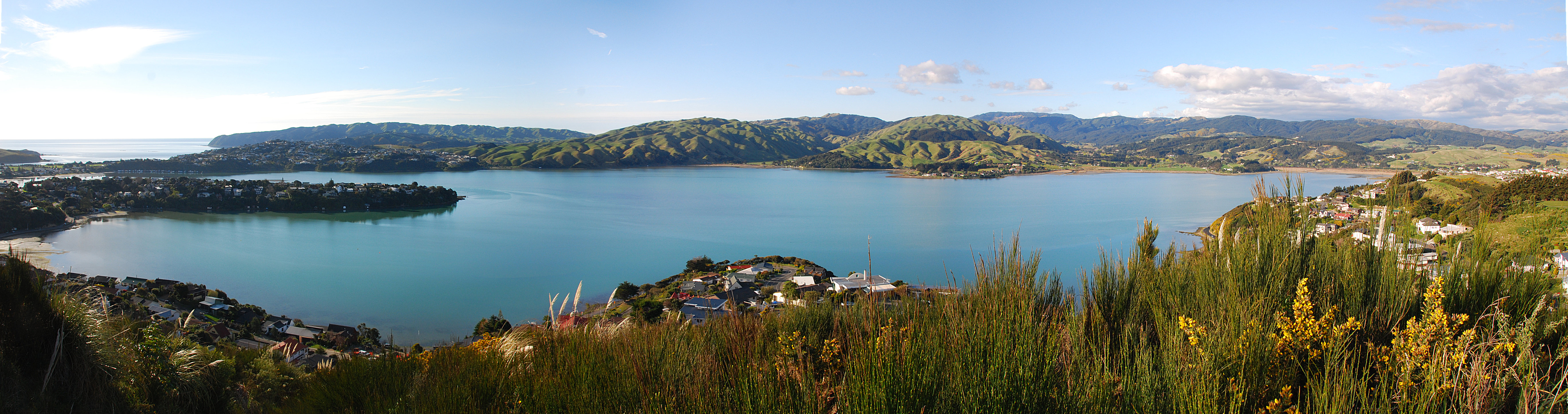
Crique de «Pauatahanui Inlet»

Au début des années 1970, le développement du secteur de Whitby au sud de la « crique de Pauatahanui », causa un envasement notable et l’augmentation de l’inquiétude de la communauté. 
Ceci conduisit finalement à mettre en place une étude détaillée de l’environnement prévue pour une durée de 3 ans et s’étendant sur les années 1975 à 1977 et qui fut publiée sous forme d’un livre en 1980.
En conséquence, la Pauatahanui Wildlife Reserve (en) fut créée en 1984, dans le but de préserver le seul grand estuaire constituant une zone humide restant dans la partie inférieure de l’Île du Nord.
La réserve du marais est parcourue par les membres de la Royal Forest and Bird Society (en) avec des efforts soutenus pour réduire l’impact humain sur l'environnement et pour restaurer les zones endommagées.
La réserve offre plusieurs abris pour observer la vie des oiseaux et des moyens pour se déplacer en bateaux mais aussi avec des zones de barbecue et de pique-nique pour les visiteurs.

## Éducation
L’école « Pauatahanui School » est réputée pour être l’une des très rares écoles de la Nouvelle-Zélande ouverte il y a plus de 150 ans. Elle fut fondée en  1855 , initialement dans une chapelle sans nom, située sur le site du « Pa de Rangihaeata », et plus tard dans un baraquement militaire laissé vacant par les troupes. 
On note maintenant un nombre croissant d’enfants parce qu’elle sert aussi pour tout le coin nord-est de la banlieue de Whitby. 
Alors que  l’école de « Pauatahanui School» a un effectif de 182 élèves, allant de l'année 1 à 8, (soit des enfants âgés  de5 à 12 ans), les plus proches des écoles secondaires pour Pauatahanui sont  « Sottesrad  College» au niveau de la ville d’Aotea et « Porirua College » dans la ville de Cannons Creek, toutes les deux, situées grossièrement à 8,5 km de distance.

## Liaisons routières
La route State Highway 58/S H 58 (en) longe la limite sud du village, vers l’est et elle conduit à la ville de Judgeford, passant juste en haut de la vallée, au-dessus des collines dominant la ville de Lower Hutt située dans la  vallée de Hutt. 
Vers l’ouest, la route circule le long de la berge sud de la « crique de Pauatahanui », contournant la banlieue de Whitby,  en passant à travers Golden Gate  pour rejoindre la route plus importante qui est la State Highway 1/S H 1, au niveau de la ville de Paremata à l'embouchure de la crique .
Vers le nord, la route, la plus courte mais généralement pas la plus rapide, en direction de Paekakariki est la route dite de « Paekakariki Hill Road » desservant la « vallée fertile de  Horokiri ». 
Se branchant en dehors de la route juste en arrière de la limite urbaine de 'Grays Road', se trouve la ville de Plimmerton.

## Bâtiments notables

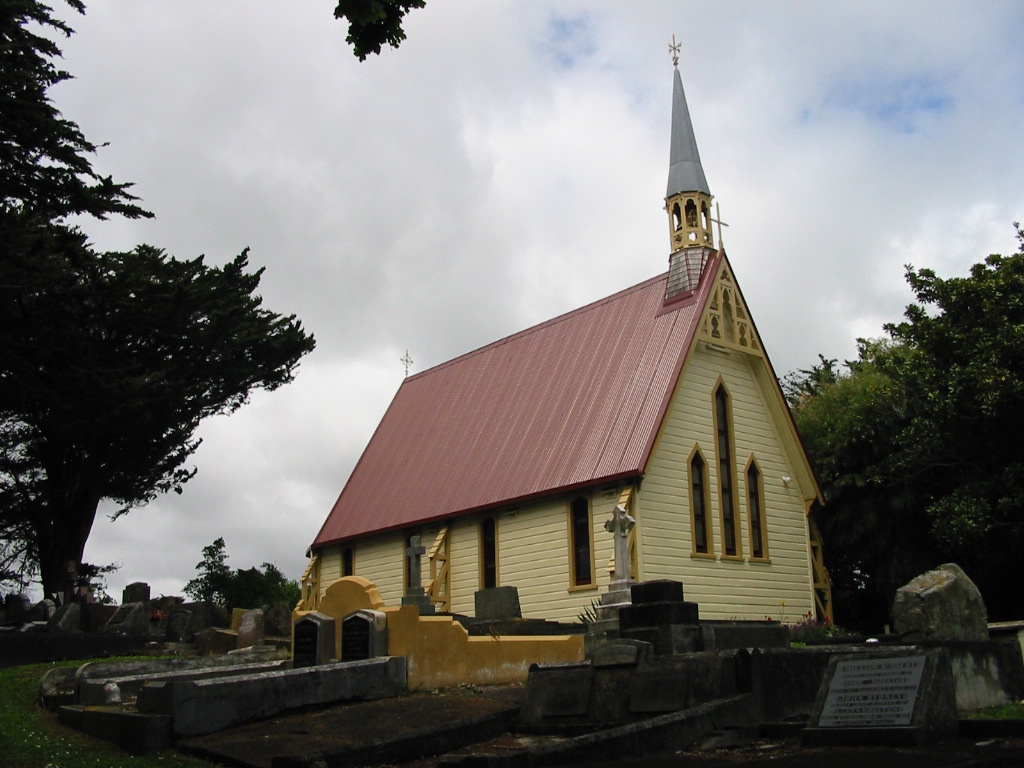
L'église St Alban

Pauatahanui possède un groupe de bâtiments significatifs au niveau régional, datant du XIXe siècle. 
Ils comprennent l'église anglicane St Alban, l'église catholique romaine « St Joseph» , le Thomas Hollis Stace Cottage et le Taylor-Stace Cottage (en) .
Construit en 1847, le « Taylor-Stace Cottage » est la plus vieille maison de la région de Wellington, et est actuellement utilisée comme salon de beauté .
L'ancienne salle de réunion de la communauté (érigé en 1967), fut louée à une compagnie locale en 2003 et convertie en salle de projection de cinéma: c’est le seul cinéma du secteur du nord-est de Porirua .